# Lae Panginuman
Lae Panginuman is een bestuurslaag in het regentschap Dairi van de provincie Noord-Sumatra, Indonesië. Lae Panginuman telt 696 inwoners (volkstelling 2010).